# Воронкин, Василий Иванович
Василий Иванович Воронкин (26 августа 1928, Кокчетавская область — 5 августа 2001, Москва — советский и российский специалист в области теории и методики лёгкой атлетики, тренер, педагог и спортивный функционер. Мастер спорта, заслуженный тренер СССР (1978). Доктор педагогических наук (1987), профессор (1988).

## Биография
Родился 26 августа 1928 года в селе Айртау, Кокчетавской области Казахской ССР. В 1952 году окончил Государственный центральный ордена Ленина институт физической культуры (ГЦОЛИФК), где позднее и работал. Его тренером был П. Л. Лимарь.
Позже Василий сам стал тренером по лёгкой атлетике и подготовил 17 мастеров спорта СССР. Среди его самых известных учеников — рекордсмен мира по метанию молота Борис Зайчук и рекордсменка мира по толканию ядра Светлана Кривелёва.
С 1971 по 1972 год возглавлял отдел лёгкой атлетики Спорткомитета СССР.
На протяжении многих лет занимал руководящие должности в ГЦОЛИФК (позднее — Российская государственная академия физической культуры). Так же был заведующим кафедрой лёгкой атлетики (1968—1990) и деканом тренерского факультета (1980—1990). Работал профессором-консультантом на кафедре теории и методики лёгкой атлетики.
Жена — скульптор Марианна Емельяновна Ярославцева.

## Научная деятельность
В 1985 году защитил докторскую диссертацию на тему «Основы системы подготовки спортивных резервов в легкоатлетических метаниях». Под его руководством было подготовлено свыше 15 кандидатов наук. Является автором около 50 научных работ, был редактором и соавтором учебника для институтов физической культуры «Легкая атлетика», который выходил в 1972, 1979 и 1989 годах.

## Смерть
Умер 5 августа 2001 года в Москве, похоронен на Новодевичьем кладбище.